# Кулиговский, Адам
Адам Кулиговский (пол. Adam Kuligowski; род. 24 декабря 1955, Варшава) — польский шахматист, гроссмейстер (1980).
Математик. Успешно выступил в чемпионате Европы среди юношей (Гронинген, 1973/1974) — 3-е место. В составе команды Польши участник ряда олимпиад (в 1982 — 8 очков из 12 на 3-й доске).
Лучшие результаты в других международных соревнованиях: Шведт (1973 и 1974) — 1—2-е и 4-е; Дрезден (1975) — 2-е; Варшава (1978 и 1980) — 1-е; Ниш (1979) — 1—2-е (с Я. Сейраваном); Кросно (1980) и Дубай (1982) — 2—4-е (174 участника); Гамбург (1984) — 4—10-е (106 участников); Брюссель (1984) — 3—4-е; Льеж (1987) — 3—9-е места.

## Изменения рейтинга
| Графики недоступны из-за технических проблем. См. информацию на Фабрикаторе и на mediawiki.org. |